# Evelyne Didi
Evelyne Didi (* 1949 in Saint-Étienne) ist eine französische Theater- und Filmschauspielerin.

## Leben
Evelyne Didi ist seit den 1970er Jahren als Theater- und Filmschauspielerin tätig. Für ihre Nebenrolle der „Mimi“ in Aki Kaurismäkis Das Leben der Bohème wurde sie 1992 für den Europäischen Filmpreis  nominiert.

## Filmografie (Auswahl)
- 1981: Stille Wasser (Eaux profondes)
- 1983: Ein mörderischer Sommer (L’été meurtrier)
- 1984: Der Leibwächter (le garde du corps)
- 1986: Taxi Boy
- 1987: Wer hat dem Rabbi den Koks geklaut? (Lévy et Goliath)
- 1988: Eine Frauensache (Une affaire de femmes)
- 1992. Das Leben der Bohème (La vie de Bohème)
- 1995: Cinderella in Paris (Mécaniques célestes)
- 2004: La Confiance règne
- 2010: Angèle und Tony (Angèle et Tony)
- 2011: Le Havre
- 2018: Das zweite Leben des Mosieur Alain (Un homme pressé)